# Влада Ивана Хрибара
Влада Ивана Хрибара је била Покрајинска влада покрајине Словеније у Краљевини СХС. Формирана је 9. јула 1921. и трајала је до 3. децембра 1924. године.

## Састав Владе
| Функција                        | Слика | Име и презиме | Странка | Детаљи |
| ------------------------------- | ----- | ------------- | ------- | ------ |
| Председник владе                |       | Иван Хрибар   |         |        |
| повереници                      |       |               |         |        |
| Повереник за унутрашње послове  |       |               |         |        |
| Повереник за пољопривреду       |       |               |         |        |
| Повереник за јавне радове       |       |               |         |        |
| Повереник за социјалну политику |       |               |         |        |
| Повереник за образовање и веру  |       |               |         |        |
| Повереник за правосуђе          |       |               |         |        |
| Повереник за шумарство          |       |               |         |        |